# Чехман Ярослав Іванович
Яросла́в Іва́нович Че́хман (13 жовтня 1930, с. Перлівці — 16 січня 2021, м. Львів) — доктор технічних наук, професор кафедри комп'ютеризованих комплексів поліграфічних та пакувальних виробництв Української академії друкарства, академік Міжнародної академії інженерних наук.

## Життєпис
Народився у селі Перлівці Станіславського воєводства у селянській родині. 1948 р. закінчив середню школу у місті Галич Станіславської (тепер Івано-Франківської) області.
Після закінчення середньої школи поступив на інженерно-механічний факультет Українського поліграфічного інституту (УПІ) ім. Івана Федорова (тепер Українська академія друкарства), який закінчив 1953 р. з відзнакою.

## Наукова та викладацька діяльність
Після закінчення інституту залишився в аспірантурі при інституті. З 1955 р. працює асистентом, у 1960 р. виконує обов'язки доцента кафедри поліграфічних машин.
1963 р. у Московському поліграфічному інституті захистив дисертаційну роботу «Исследование воздушных амортизаторов талера двухоборотной плоскопечатной машины ДПП» на здобуття наукового ступеня кандидата технічних наук.
1963—1964 рр. — старший викладач кафедри поліграфічних машин, 1965-го обрано на посаду доцента, а 1966 р. ВАК затвердив Я. І. Чехмана у вченому званні доцента по кафедрі поліграфічних машин.
1974—1986 рр. виконував обов'язки завідувача кафедри поліграфічних машин УПІ. 1978—1989 рр. — науковий керівник галузевої лабораторії удосконалення динаміки поліграфічних машин.
1988 р. обрано на посаду професора, а 1989 р. ВАК затвердив його у вченому званні професора по кафедрі поліграфічних машин, з того часу й дотепер — професор цієї ж кафедри.
У 1995 р. захистив у спеціалізованій вченій раді при Українській академії друкарства дисертаційну роботу «Комплексне дослідження друкарського контакту у вирішенні загальної проблеми удосконалення друкарських машин» на здобуття наукового ступеня доктора технічних наук.

## Творчий доробок
Автор та співавтор більше півтори сотні наукових та навчально-методичних публікацій, серед яких 2 підручники та 2 навчальних посібники, 40 патентів та авторських свідоцтв на винаходи. Під його керівництвом Ю. В. Косінов, М. А. Прядко, В. П. Дідич, Г. Я. Красильников, Л. Ф. Зірнзак, О. Т. Балабан, Ю. П. Рак, Р. І. Лозовюк, Ю. Л. Варава, І. М. Кравчук, А. І. Шустикевич виконали та захистили дисертаційні роботи на здобуття наукового ступеня кандидата технічних наук.

## Нагороди
Нагороджений медаллю «За доблесну працю. В ознаменування 100-річчя з дня народження Володимира Ілліча Леніна»., іншими державними нагородами.